# Homer le rocker
Homer le rocker (France) ou Homer super cool (Québec) (Homerpalooza) est le 24e épisode de la saison 7 de la série télévisée d'animation Les Simpson.

## Synopsis
Otto a détruit le bus scolaire. Les enfants sont obligés d'aller à l'école en voiture et Homer se porte volontaire pour accompagner un certain nombre d'élèves à l'école. Pendant les trajets, Homer a l'impression de ne plus être dans le coup. Pour être de nouveau au top, il prend des billets pour le festival Hullabalooza, un festival de rock. Pendant l'un des concerts, Homer reçoit un coup de canon, qui était chargé avec un ballon en forme de cochon, dans le ventre. Le public apprécie la prestation et Homer se voit proposer de suivre le festival pour faire un spectacle dans lequel il reçoit un boulet de canon...